# 光榮之星海上測試載台
「光榮之星」海上測試載台是國家中山科學研究院與龍德造船工業股份有限公司聯合研製的穿浪型雙船體海上測試艦艇，用以測試中科院研製的各項海用系統裝備。

## 歷史

### 建造
為了測試各種海用系統裝備，中科院於2018年9月專案申請建造可自行運用的海上測試用途載台，並於次月26日獲准於龍德造船廠動工建造。該測試載台於2019年3月15日下水，被命名為「光榮之星」，並於同年5月17日交予中山科學研究院，開始測試各項中科院產製的海用裝備。

### 測試任務
光榮之星最先於2019年4月搭載四枚雄風二型反艦飛彈出海測試，同年11月又於後甲板安裝一組艦載平空射控雷達系統以供測試，另有消息稱光榮之星正在測試中科院研發的新型短程反艦飛彈。
2020年2月，中科院在光榮之星的船舯加裝「艦用型遙控砲塔」，與艦載平空射控雷達系統一同進行測試。該砲塔由一門Mk 44巨蝮二式鏈炮、前視紅外線相機與雷射測距儀組成，可追瞄五公里內的目標。7月下旬，光榮之星上的射控雷達與遙控砲塔皆被拆除，換上中科院製造的新型低截收率導航雷達。由於此雷達的發射峰值功率僅有1瓦，較敵方電子偵察裝備的靈敏度低，可達到部分輻射匿蹤效果。同年底，光榮之星搭載CS/MPQ-90雷達出海進行測試，次年亦有新式武器系統的相關測試計畫。

## 同型艦
| 艦名     | 承造船廠 | 使用單位       | 安放龍骨      | 下水          | 交付          | 狀態 |
| -------- | -------- | -------------- | ------------- | ------------- | ------------- | ---- |
| 光榮之星 | 龍德造船 | 中山科學研究院 | 2018年9月20日 | 2019年3月15日 | 2019年5月17日 | 現役 |